# Памятник Шопену (Варшава)
Па́мятник Шопе́ну в Варша́ве — бронзовый литой памятник Фридерику Шопену в варшавском парке Лазенки, изображающий фигуру композитора, восседающего под стилизованной мазовецкой ивой. Вместе с варшавской русалкой, колонной Сигизмунда III, Дворцом на воде и Дворцом культуры и науки является одной из самых узнаваемых достопримечательностей Варшавы. Памятник не только запечатлён на бесчисленных календарях, репродукциях, открытках, почтовых марках и т. д., но имеет также копии, из которых наиболее известная, в масштабе 1:1, расположена в Японии в Хамамацу.

## Проект и первое исполнение
Идея увековечения композитора возникла в варшавских музыкальных кругах во 2й половине XIX столетия, но в условиях национального угнетения со стороны России, одного из государств-разделителей Польши, шансов на воплощение в жизнь не имела. В 1901 году польская оперная певица Аделя Больска (Аделаида Больская) испросила у Николая II разрешение создать комитет по сооружению памятника.
Памятник был изваян Вацлавом Шимановским, который выиграл открытый в 1908 году конкурс, и должен был быть установлен в 1910 году, в сотую годовщину рождения Шопена. В жюри конкурса заседали такие видные артисты, как Антуан Бурдель, Поль-Альберт Бартоломэ, Гектор Феррари, Милош Котарбиньский, Юзеф Дзеконский или Леопольд Мейет. Так как проект вызвал много споров и работа по его реализации была прервана началом Первой мировой войны, памятник был закончен в Польше уже между войнами. Отлит был по частям во Франции, где находилась гипсовая модель. Части, после перевозки в Польшу, были собраны в варшавских Лазенках. Открытие состоялось 16/27 ноября 1926 года. Для памятника был сооружён цоколь и примыкающий пруд — по проекту архитектора факультета польской архитектуры Варшавского политехнического института, профессора Оскара Сосновского. Камнеобработку выполнял лодзинский завод Урбановского.

## Уничтожение памятника немцами во время Второй мировой войны
31 мая 1940 года памятник Шопену был взорван и разрезан немцами на мелкие части. Лом был вывезен по железной дороге на запад, где фрагменты памятника были использованы в качестве сырья для переплавки на немецких заводах. Оккупационные власти стремились также уничтожить все копии скульптуры, находящиеся в польских музеях; только одному из работников Великопольского музея в Познани удалось спрятать в подвале копию головы памятника. Тем не менее немцы уничтожили все гипсовые и деревянные копии, в том числе копию в масштабе 1:2, переданную музею самим автором.

## Восстановление после войны
Вследствие тщательного уничтожения скульптуры немцами её восстановление было очень сложным. Был предпринят розыск копий, которые могли бы служить образцом для реставрационных работ. В 1945 году работники нефтеперерабатывающего завода во Вроцлаве нашли на свалке лома на переплавку голову скульптуры, но она не была оригинальной, а только одной из пробных отливок, притом значительно меньшего размера. Однако удалось найти полную копию памятника под развалинами разрушенного дома Шимановского на Мокотове. На основании этой копии памятник был воссоздан и вторично открыт в 1958 году.
Как и первоначально, рядом с памятником расположен пруд. Вокруг памятника и пруда размещены скамьи для слушателей проводимых с 1959 года летних концертов произведений Шопена. Рояль во время концертов устанавливают у подножия памятника, на специально для этого сооружённой площадке. Слушатели могут также свободно размещаться на парковых газонах, окружающих памятник.
Надпись на постаменте гласит: Статуя Фридерика Шопена, разрушенная и разграбленная немцами 31 мая 1940, будет восстановлена Нацией. 17-X-1946 г.
Также высечены строки Адама Мицкевича из поэмы «Конрад Валленрод»:
Деяния расписные пламя поглотит,
Грабители с мечами клады разорят,
Песня уцелеет …